# チュニス湾
座標: 北緯37度0分 東経10度30分 / 北緯37.000度 東経10.500度

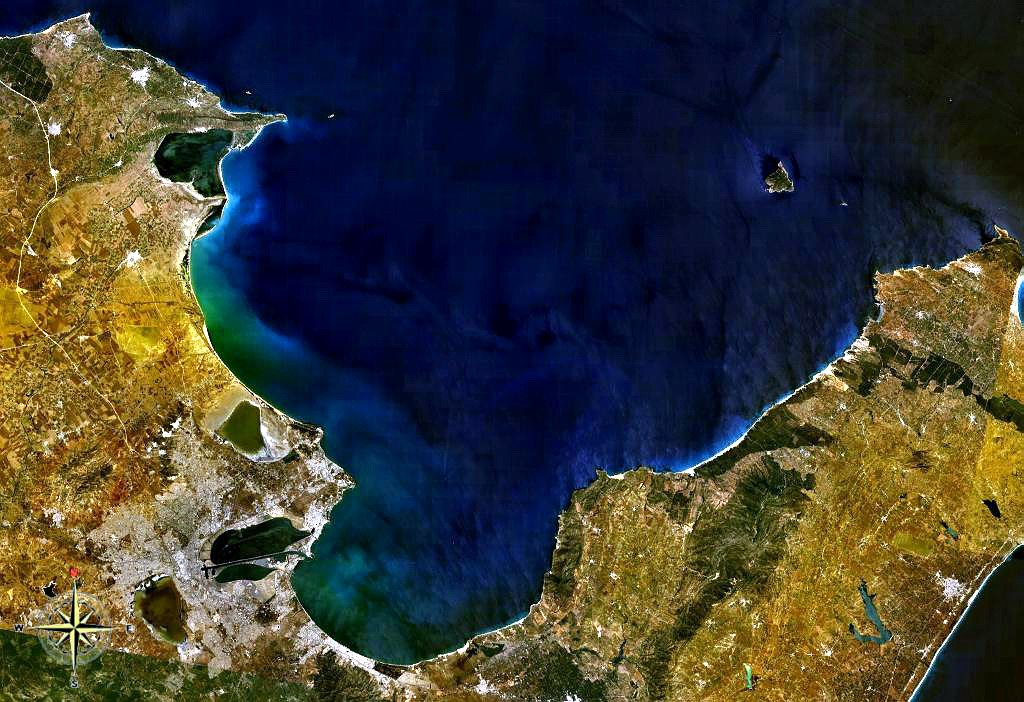
チュニス湾の衛星画像

チュニス湾の地図

チュニス湾(خليج تونس、Gulf of Tunis)は、地中海中南部にある湾。チュニジアの北東側、ボン岬半島の西側にある。大まかな位置は北緯37度、東経10度30分。北側に開けた湾であり、湾口の幅は約50km、湾の奥行きは約30kmある。湾の最奥部にはチュニス湖を通じてチュニスの市街がある。注ぎ込む主要河川としてはメジェルダ川などがある。